# Лимфатична филариоза
Лимфатична филариоза, известна още като елефантиаза, се причинява от паразитни червеи от семейство Filarioidea. В много случаи заболяването протича без симптоми. При някои хора обаче се развива подуване на ръцете, краката или гениталиите. Възможно е също удебеляване на кожата и усещане за болка. Промените в тялото могат да доведат до социални и икономически проблеми за засегнатото лице.

## Причина и диагностика
Червеите се разпространяват чрез ухапване от заразен комар. Инфекциите обикновено започват в детска възраст. Съществуват три вида червеи, които причиняват заболяването: Wuchereria bancrofti, Brugia malayi, и Brugia timori. Wuchereria bancrofti е най-често срещаният вид. Червеите увреждат лимфната система. Заболяването се диагностицира чрез разглеждане под микроскоп на кръвна проба взета през нощта. Кръвта трябва да бъде под формата на гъста намазка и оцветена с Гимза. Може да се направи и изследване на кръвта за антитела срещу заболяването.

## Превенция и лечение
Превенцията се осъществява чрез ежегодно лечение на цели групи, при които е налице заболяването, в опит за цялостното отстраняване на болестта. Това отнема около шест години. Използваните медикаменти включват албендазол с ивермектин или албендазол с диетилкарбамазин. Медикаментите не убиват възрастните червеи, но предотвратяват по-нататъшното разпространение на заболяването, докато червеите умрат. Препоръчват се също мерки за предотвратяване на ухапвания от комари, включително намаляване на броя на комарите и използване на мрежи за легла.

## Епидемиология
Над 120 милиона души са заразени с лимфатична филариоза. Около 1,4 милиарда души в 73 страни са в риск от заболяване от болестта. Районите, в които заболяването се среща най-често са Африка и Азия. Заболяването води до икономически загуби в размер на много милиарди долари годишно.